# Live at the Jazz Cafe
Live at the Jazz Cafe è un album dal vivo del cantante statunitense D'Angelo, pubblicato nel 1998.

## Tracce
1. Me and Those Dreamin' Eyes of Mine – 4:52
2. Can't Hide Love – 4:09
3. Cruisin – 6:34
4. S***, Damn, Mother****** – 5:37
5. Lady – 7:03
6. Brown Sugar – 10:41
7. Heaven Must Be Like This (Ohio Players cover) [Giappone Bonus Track] – 4:12